# 傑克·鮑德溫
傑克·鮑德溫（英語：Jack Baldwin；1993年6月30日—）是一位英格蘭足球運動員。在場上的位置是後衛。現效力於英甲球隊布里斯托流浪。

## 外部連結
- 足球数据库：傑克·鮑德溫的球员统计数据